# 帝都電鉄クハ500形電車
帝都電鉄クハ500形電車（ていとでんてつクハ500がたでんしゃ）は、現在の京王電鉄井の頭線の前身である帝都電鉄が1936年に製造した通勤形電車である。

## 概要
帝都線の路線全通後、乗客の増加に対応する形で、既存のモハ100・200形への増結用制御車として以下の2両が製造された。
- クハ500形501・502
  - 1936年2月 日本鉄道自動車工業製両運転台式制御車(Tc)

本形式は、1935年初夏に帝都電鉄の永福町工場に運び込まれた台枠と台車をもとに、中古台枠に新造車体を製造するという実績を多く持っていた日本鉄道自動車が、永福町工場での出張工事で車体を新造した車両である。そのため帝都電鉄に在籍した他形式とは構造・機構面での相違が多い。

### 台枠と台車の出自
トラス棒が取り付けられた極めて古風な構造の台枠などのルーツについては、2つの説が唱えられている。

#### 筑摩電気鉄道の注文流れ説
当時の鉄道雑誌『鉄道趣味』1935年8月号の読者報告には、永福町工場に台枠と台車が運び込まれたという報告と一緒に、帝都電鉄関係者経由と思しき2つの報告が掲載されている。
- 台枠と台車は1925年（大正14年）製の汽車製造東京支店製の未使用品であると聞いた。
- 筑摩電気鉄道が自社島々線（現在のアルピコ交通上高地線）用として、1925年に汽車製造東京支店に発注した車両の注文流れ品らしい。

この記事から、本車は筑摩電鉄向け車両の注文流れ品を流用して作られた車両との説が唱えられている。

#### 木造客車あるいは電車の部品を流用
クハ500形が装着した台車は、後述するように一般的にTR10と総称される雑型台車に比べ軸距こそ標準より短いものの、側枠中央部の釣り合いばね受や側枠端部、それにペデスタル部の構造的な特徴から、1912年（明治45年/大正元年）に設計された、明治45年式4輪ボギー台車の後期生産グループとの類似性が極めて高い。また側枠に球山形鋼（バルブアングル）を使用していることから、それが採用された1914年以降1921年頃までの間に生産されたものとなる。
すなわち、仮に筑摩電気鉄道向け1925年製車両に装着される予定のものだったとしても、製造段階で既に生産終了後4年以上を経過した旧式台車となる。そこで本形式は筑摩電気鉄道向けより更に古い、大正時代中頃に製造された木造車あるいは電車の部品を流用して製造されたものであったという説もある。

## 車両概説

### 車体
車体長15,090mmの半鋼製車体を備える。本形式は先述したように台枠は木造車用の中古品と推測され、帝都電鉄在籍の他形式が全て車長16,690mmで統一されていたのと比較して約1.6m短い。台車心皿中心間距離が在来車の約11mに対して10mと台車の取り付け位置が車体両端に寄せられるなど、寸法面での在来車との共通点はほぼ皆無である。また台枠中央部にはトラス棒が取り付けられている。
窓配置はd1D(1)8D(1)1（d：乗務員扉、D：客用扉、(1)：戸袋窓、数字：窓数）で側窓は下段上昇式、運転台は片隅式で座席はロングシート、運転台と反対側の座席は車端部まで座席が伸びているのは在来車と同様である。車体長が短い関係で乗降用扉は片側2か所になっており、扉の幅自体も他形式が1,100 mmのところを1,000 mm、窓幅は他形式の800 mmに対し758 mmと縮小している。
運転台部分の車体構造や造形は在来車に準じた設計となっており、半流線型で窓を3枚並べ、内2枚は下段上昇式、運転台の1枚は1段固定窓でひさし付き、となっていて幕板中央部に前照灯を、前面向かって左側の腰板下部に標識灯を、それぞれ1灯ずつ備えるのも同様である。ただしアンチクライマーの幅は他形式に比べ小さく、連結器も中古品と思しきシャロン式自動連結器を装着している。
塗装はチョコレート色1色塗りを基本とし、屋根を鉛丹塗りとした他形式と同一のものとなっている。

### 主要機器

#### 制御器
主幹制御器は在来車と共通の東洋電機製造製ES形主幹制御器を搭載する。

#### 台車
球山形鋼を側枠に使用する、短軸で軸距2,134mm（7フィート）のTR10釣り合い梁式台車を装着する。

#### ブレーキ
ゼネラル・エレクトリック(GE)社製J三動弁によるAVR自動空気ブレーキを搭載する。
この方式は在来車で使用されたウェスティングハウス・エア・ブレーキ(WABCO)社製M三動弁によるMブレーキとほぼ同等の機能を備え、混用が可能である。
このAVRブレーキは国鉄ではAMJブレーキと称してモハ1形の時代からモハ30形の時代にかけて、つまり国鉄がA動作弁によるAVブレーキ装置を客車用として開発し、これを電車用としても使用するようになるまでの時期に制式採用されていたものであるが、本形式が製造された時期には既に国鉄でも新車への制式採用は行われなくなっており、これもやはりメーカー手持ちの中古品が搭載されたものと見られる。

## 運用
帝都電鉄初の制御車として製造され、主に出力の大きなモハ100形に連結して渋谷 - 永福町間の区間運用などに充当された。
1940年5月1日に帝都電鉄は経営難から資本系列が同一の小田原急行鉄道に合併されたが、この際には帝都電鉄の他車同様改番は実施されず、そのまま運用が続けられた。
1942年5月1日の小田原急行の東京急行電鉄への統合（大東急発足）で帝都線は井の頭線へ改称され、この際、同線在籍の各車は他社形式との車号の重複を避けて小田急線の各形式と同じ1000番台の枠内で整理されたが、本形式については以下の通り改番された。
- クハ500形501・502→クハ1500形1501・1502

なお、東急への合併後は塗装がダークグリーンに変更されている他、戦時中には部品不足等の事情から渋谷寄り運転台の機器を撤去、実質的に片運転台車へ改造されている。永福町車庫の配線の関係上、吉祥寺側に連結されて運行されることが多かったためである。
また、2扉の少数派形式という事情から、1943年の小田急線からのデハ1350形1366・1367の転入後は同じ2扉車、しかも同数という事情からこれらを組み合わせて運用されることとなり、この際、本形式の制御引き通しを電空単位スイッチ式の間接非自動制御装置であるHL形制御方式を採用しているデハ1350形に合わせた仕様に変更している。
1945年5月24日から翌25日にかけてアメリカ陸軍航空軍が実施した戦略爆撃（東京大空襲#その後の空襲参照）によって井の頭線の車両基地であった永福町車庫が被災、同車庫に留置されていた各車が焼失した際には、本形式ではクハ1501が焼失した。
同車は、1949年7月に日本鉄道自動車工業で車体更新を実施し、17.5m級に車体を延長した上でモハ200形→デハ1450形戦災焼失車からの発生品である日本車輌製造D-18釣り合い梁式台車を装着、電装してデハ1460形1461となっている。
これに対し被災を免れたクハ1502は戦後トレードマークであった運転台窓上部のひさしを撤去、制御器を連結相手に合わせて油圧カム軸制御器である東芝PB200用へ変更するなどの工事を実施されてそのまま井の頭線で使用されていたが、同じく被災を免れたデハ1450形1458と共に1947年11月に小田急線へ転属となり、この際台車をデハ1450形（旧モハ200形）あるいはクハ1550形（旧クハ250形）の被災車からの発生品である日本車輌製造D-18に交換した。
翌1948年6月1日の東京急行電鉄解体の際には、これら2両はそのまま新設の小田急電鉄の車籍に編入されている。
小田急発足以降のクハ1502の状況については「小田急1500形電車」を参照。